# Petaurus biacensis
Espèce
Statut de conservation UICN

 LC  : Préoccupation mineure
Le planeur de Biak (Petaurus biacensis) - en anglais : The Biak Glider - est une espèce de petit marsupial arboricole du genre Petaurus endémique de Nouvelle-Guinée occidentale en Indonésie.